# Vertavokvartetten
Vertavokvartetten är en stråkkvartett som grundades i Hamar år 1984. Den består av Øyvor Volle (violin), Annabelle Meare (violin), Berit Cardas (viola) och Bjørg Lewis (cello).
Kvartetten har samarbetat med andra artister, bland andra a-ha, Anne Grete Preus, Hot Club de Norvége, Jon Larsen, Maj Britt Andersen, Knut Værnes, Krøyt och Per Arne Glorvigen.

## Diskografi
- 1995: Carl Nielsen: String Quartets Op. 5 & 13
- 1997: Schumann: String Quartets No. 2 & 3
- 1998: Brahms: String Quartets, Op. 51 Nos 1 & 2
- 1998: Alf Hurum: String Quartet A Minor
- 2000: Grieg & Debussy: String Quartets
- 2001: Bartok: String Quartets Nos. 1-6
- 2003: Mozart: Clarinet Concerto; Clarinet Quintet in A major
- 2004: Les Vendredis
- 2010: Asheim: Broken Line
- 2010: Beethoven : String Quartet No. 13, Op. 130; Grosse Fugue Op. 133

## Priser och utmärkelser
- 1995: Melbourne International Chamber Music Competition (Förstapris, kritikerpris och publikspris)[1][2]
- 1995/1996: Musikkritikerprisen[2]
- 1996: Spellemannprisen (för albumet Carl Nielsen: strykekvartetter Op. 5 & 13)[3][2]
- 1996: Den Nordiske Kammermusikk konkurranse i København (1. pris)[4][2]
- 2000: Gammleng-prisen i klassen "klassisk"[5][2]
- 2003: Nordea-prisen[2]
- 2005: Griegprisen[6]